# 刺轴榈
刺轴榈（学名：Licuala spinosa）为棕榈科轴榈属下的一个种。

## 扩展阅读
- 維基物種上的相關：刺轴榈